# FDGB-Pokal 1984/85
1984/85 wurde die 34. Auflage des FDGB-Pokals der Männer ausgetragen. Es nahmen 88 Mannschaften teil. Teilnahmeberechtigt waren die 14 Teams der Oberliga, von denen nur die BSG Motor Suhl in der 1. Hauptrunde strauchelte, die 60 Teams aus der im Vorjahr letztmals fünfzügigen DDR-Liga sowie die 15 Bezirkspokalsieger der Vorsaison. Die Sieger wurden ab dem Achtelfinale in Hin- und Rückspiel ermittelt. Dabei wurde auch die Auswärtstorregel angewandt, die beiden Finalisten im Achtelfinale erst das Weiterkommen ermöglichte. Das Endspiel fand am 8. Juni 1985 im Stadion der Weltjugend statt. Hier setzte sich Dynamo Dresden mit 3:2 nach einem dramatischen Spiel gegen den Berliner FC Dynamo durch. Die SGD stand damit zum zehnten Mal in der Vereinsgeschichte im FDGB-Pokal-Finale und gewann den sechsten Titel.

## Ausscheidungsrunde
In 24 Spielen wurden am 12. August 1984 die Teilnehmer für die 1. Hauptrunde ermittelt. Dabei setzten sich elf Bezirkspokalsieger gegen Mannschaften aus der DDR-Liga durch, darunter aber auch sechs 2. Mannschaften von Fußballklubs.

## 1. Hauptrunde
Die Spiele fanden am 25. August 1984 statt.
|                                           | Ergebnis              |                                    |
| ----------------------------------------- | --------------------- | ---------------------------------- |
| BSG Schiffahrt/Hafen Rostock              | 1:2                   | FC Carl Zeiss Jena II **           |
| 1. FC Union Berlin                        | 1:1 n. V. (3:5 i. E.) | BSG Chemie Leipzig                 |
| TSG Ruhla *                               | 2:1 n. V.             | BSG Motor Suhl                     |
| BSG Chemie Premnitz *                     | 0:2                   | Hansa Rostock                      |
| BSG Motor Fritz Heckert Karl-Marx-Stadt * | 0:2 n. V.             | FC Rot-Weiß Erfurt                 |
| BSG Mansfeldkombinat Sangerhausen **      | 0:2                   | FC Karl-Marx-Stadt                 |
| BSG Motor Nordhausen II **                | 1:6                   | Berliner FC Dynamo                 |
| BSG Robotron Sömmerda                     | 0:6                   | 1. FC Lokomotive Leipzig           |
| TSG Elsterwerda **                        | 0:1                   | BSG Stahl Brandenburg              |
| TSG Gröditz *                             | 1:5                   | 1. FC Magdeburg                    |
| BSG Stahl Thale *                         | 0:1                   | FC Vorwärts Frankfurt (Oder)       |
| BSG Aktivist Kali Werra Tiefenort         | 1:1 n. V. (2:4 i. E.) | BSG Stahl Riesa                    |
| BSG Motor Weimar *                        | 1:3                   | Dynamo Dresden                     |
| BSG Lokomotive/Armaturen Prenzlau *       | 1:3 n. V.             | FC Carl Zeiss Jena                 |
| BSG Post Neubrandenburg                   | 0:1                   | BSG Wismut Aue                     |
| ASG Vorwärts Hagenow **                   | 2:3                   | 1. FC Magdeburg II **              |
| SG Dynamo Schwerin                        | 0:1                   | Berliner FC Dynamo II**            |
| TSG Bau Rostock                           | 0:1                   | ASG Vorwärts Dessau                |
| BSG Einheit Wernigerode *                 | 2:3 n. V.             | ASG Vorwärts Stralsund             |
| BSG Motor Babelsberg                      | 0:3                   | BSG Chemie Böhlen                  |
| BSG Chemie Buna Schkopau                  | 5:0                   | BSG Aufbau Krumhermersdorf         |
| TSG Chemie Markkleeberg                   | 1:0                   | BSG Rotation Berlin*               |
| BSG Glückauf Sondershausen                | 7:1                   | BSG Chemie Wolfen                  |
| Dynamo Dresden II **                      | 2:1                   | Hallescher FC Chemie               |
| BSG Empor Tabak Dresden                   | 2:4                   | BSG Chemie Velten **               |
| BSG Aktivist Schwarze Pumpe               | 2:0                   | SG Dynamo Eisleben                 |
| BSG Sachsenring Zwickau                   | 4:1                   | BSG Aktivist Brieske-Senftenberg   |
| Hansa Rostock II **                       | 5:0                   | FC Vorwärts Frankfurt (Oder) II ** |
| BSG Chemie PCK Schwedt *                  | 0:4                   | FSV Lokomotive Dresden *           |
| BSG Fortschritt Bischofswerda             | 6:2                   | BSG Stahl Eisenhüttenstadt         |
| BSG Fortschritt Weida *                   | 2:1                   | FC Energie Cottbus                 |
| BSG Motor Nordhausen                      | 2:0                   | SG Dynamo Fürstenwalde             |

## 2. Hauptrunde
Die Spiele fanden am 22. September 1984 statt.
|                               | Ergebnis  |                              |
| ----------------------------- | --------- | ---------------------------- |
| BSG Chemie Böhlen             | 0:2       | Berliner FC Dynamo           |
| BSG Fortschritt Bischofswerda | 0:6       | BSG Stahl Riesa              |
| TSG Chemie Markkleeberg       | 0:2       | 1. FC Lokomotive Leipzig     |
| BSG Chemie Velten             | 1:0       | FC Carl Zeiss Jena           |
| BSG Sachsenring Zwickau       | 3:1       | FC Karl-Marx-Stadt           |
| TSG Ruhla                     | 0:1       | FC Vorwärts Frankfurt (Oder) |
| ASG Vorwärts Stralsund        | 2:0       | BSG Stahl Brandenburg        |
| BSG Aktivist Schwarze Pumpe   | 2:3 n. V. | 1. FC Magdeburg              |
| FSV Lokomotive Dresden        | 1:3       | BSG Chemie Leipzig           |
| BSG Chemie Buna Schkopau      | 2:4 n. V. | Dynamo Dresden               |
| BSG Glückauf Sondershausen    | 1:6       | Hansa Rostock                |
| ASG Vorwärts Dessau           | 0:2       | BSG Wismut Aue               |
| BSG Motor Nordhausen          | 0:2       | FC Rot-Weiß Erfurt           |
| Dynamo Dresden II             | 5:1       | FC Carl Zeiss Jena II        |
| BSG Fortschritt Weida         | 1:2       | 1. FC Magdeburg II           |
| Hansa Rostock II              | 2:4       | Berliner FC Dynamo II        |

## Achtelfinale
Die Hinspiele fanden am 3. November und die Rückspiele am 21. und 22. Dezember 1984 statt.
|                          | Gesamt    |                              | Hinspiel | Rückspiel |
| ------------------------ | --------- | ---------------------------- | -------- | --------- |
| BSG Wismut Aue           | (a)3:3(a) | Berliner FC Dynamo           | 3:1      | 0:2       |
| BSG Sachsenring Zwickau  | 1:2       | 1. FC Magdeburg              | 1:1      | 0:1       |
| Hansa Rostock            | (a)3:3(a) | Dynamo Dresden               | 2:2      | 1:1       |
| 1. FC Lokomotive Leipzig | 3:4       | FC Vorwärts Frankfurt (Oder) | 3:1      | 0:3       |
| BSG Stahl Riesa          | 0:1       | BSG Chemie Leipzig           | 0:0      | 0:1       |
| BSG Chemie Velten        | 3:5       | ASG Vorwärts Stralsund       | 2:2      | 1:3       |
| Dynamo Dresden II        | 3:4       | Berliner FC Dynamo II        | 1:2      | 2:2       |
| 1. FC Magdeburg II       | 1:5       | FC Rot-Weiß Erfurt           | 1:3      | 0:2       |

## Viertelfinale
Die Hinspiele fanden am 20. und die Rückspiele am 27. Februar 1985 statt.
|                    | Gesamt          |                              | Hinspiel | Rückspiel |
| ------------------ | --------------- | ---------------------------- | -------- | --------- |
| Dynamo Dresden     | 3:3 (5:3 i. E.) | Berliner FC Dynamo II        | 1:2      | 2:1 n. V. |
| Berliner FC Dynamo | 8:0             | ASG Vorwärts Stralsund       | 7:0      | 1:0       |
| BSG Chemie Leipzig | 2:5             | 1. FC Magdeburg              | 1:1      | 1:4       |
| FC Rot-Weiß Erfurt | 3:4             | FC Vorwärts Frankfurt (Oder) | 3:1      | 0:3       |

## Halbfinale
Die Hinspiele fanden am 23. März und die Rückspiele am 1. Mai 1985 statt.
|                    | Gesamt          |                              | Hinspiel | Rückspiel |
| ------------------ | --------------- | ---------------------------- | -------- | --------- |
| Dynamo Dresden     | 2:2 (4:2 i. E.) | FC Vorwärts Frankfurt (Oder) | 0:2      | 2:0 n. V. |
| Berliner FC Dynamo | 5:4             | 1. FC Magdeburg              | 3:4      | 2:0       |

## Finale

### Statistik
| Paarung        | BFC Dynamo – Dynamo Dresden |
| Ergebnis       | 2:3 (0:1) |
| Datum          | 8. Juni 1985 |
| Stadion        | Stadion der Weltjugend, Berlin |
| Zuschauer      | 48.000 |
| Schiedsrichter | Manfred Roßner (Gera) |
| Tore           | 0:1 Döschner (43.) 1:1 Thom (51.) 1:2 Stübner (59.) 1:3 Minge (67.) 2:3 Ernst (88.) |
| BFC Dynamo     | Bodo Rudwaleit – Frank Rohde – Thomas Grether, Norbert Trieloff (70. Mario Maek), Artur Ullrich – Bernd Schulz, Frank Terletzki, Christian Backs (81. Jan Voß) – Frank Pastor, Rainer Ernst, Andreas Thom Cheftrainer: Jürgen Bogs                           |
| Dynamo Dresden | Bernd Jakubowski – Hans-Jürgen Dörner – Matthias Döschner, Andreas Trautmann, Steffen Büttner – Reinhard Häfner, Jörg Stübner, Hans-Uwe Pilz – Ulf Kirsten (85. Frank Schuster), Ralf Minge, Frank Lippmann (34. Torsten Gütschow) Cheftrainer: Klaus Sammer |

### Spielverlauf
Das 34. Endspiel um den FDGB-Fußballpokal war die Wiederauflage des vorjährigen Finales. Erneut trafen Meister (BFC) und Vizemeister aufeinander. Im Gegensatz zum Vorjahr hatten die Berliner noch souveräner mit sechs Punkten Vorsprung die Meisterschaft gewonnen. Beide Mannschaften konnten im Wesentlichen in den zuletzt aufgebotenen Formationen antreten. Beide Trainer gingen das Risiko ein, auf die zuletzt verletzten Spieler Rohde (BFC) und Pilz (Dresden) zurückzugreifen.
Die erste Chance im Spiel hatte der BFC. Vom Anstoß an passte Pastor auf den freistehenden Backs, der jedoch mit seinem Torschuss zu lange zögerte. Die Dresdner konterten sofort und hatten ihrerseits binnen zehn Minuten durch zweimal Minge und Pilz gute Tormöglichkeiten, die jedoch ebenfalls vergeben wurden. Aber die Mannschaft aus Dresden sicherte sich die Dominanz auf dem Spielfeld, wartete mit den intelligenteren Spielzügen und größerer Variabilität auf. Auch das verletzungsbedingte Ausscheiden des Linksaußenstürmers Lippmann in der 34. Minute hinterließ keinen Bruch im Spielfluss. Auf der anderen Seite wirkten die BFC-Spieler überreizt und verkrampft. Die Abwehrspieler fanden keine Bindung, die Stürmer standen zu oft falsch positioniert. Erst nach einer halben Stunde kam der Meister in Fahrt, von Thom angetrieben erreichte der BFC eine gewisse Ausgeglichenheit auf dem Feld, kam zu neuen Torchancen. In der 44. Minute kam dann aber der Rückschlag, von Kirsten geschickt konnte Rechtsverteidiger Döschner in der 44. Minute mit einem sehenswerten Treffer die 1:0-Führung für Dynamo Dresden erzielen.
In der Halbzeitpause bereiteten sich die Dresdner Spieler mental auf den zu erwartenden Sturmlauf des Gegners vor, während in der BFC-Kabine Trainer Bogs sein Team noch einmal anfeuerte. Zunächst schienen Bogs Worte die größere Wirkung erzielt zu haben. Zwischen der 46. und 49. Minuten hatten seine Spieler drei 100-prozentige Torchancen, und in der 51. Minute gelang dem jüngsten Berliner Thom mit einem Effet-Freistoß der erhoffte Ausgleich. Der BFC stürmte unvermindert weiter, wurde dadurch aber für Konter anfällig. In der 60. Minute führte ein grober Abwehrfehler zur erneuten Führung für Dresden, die der sich auffällig gesteigerte 19-jährige Stübner mit einem Gewaltschuss erzielte. Für die Vorentscheidung in der 67. Minute sorgte Dresdens bester Spieler, Matthias Döschner. Mit einer maßgerechten Flanke setzte er seinen Mittelstürmer Minge in Szene, der einen erneuten Patzer der BFC-Verteidigung zum 3:1 nutzte. Zwar bemühten sich die Berliner, dem Spiel noch eine Wende zu geben, es war jedoch nur ein überstürztes und ungeordnetes Aufbäumen. Zu spät kam der Anschlusstreffer von Ernst in der 88. Minute.

### Nachspiel
Das Finale hatte beim Deutschen Fußball-Verband der DDR noch ein Nachspiel. In einer nachträglichen Videoanalyse bestätigten sich auch objektiv massive Fehlentscheidungen des Schiedsrichterkollektivs vor allem gegenüber Dynamo Dresden. So wurde zum Beispiel ein klar reguläres Tor von Ralf Minge wegen angeblicher Abseitsstellung aberkannt. Eine achtköpfige Funktionärsgruppe unter Leitung des DFV-Präsidenten Günter Erbach befand: "Die Fehlentscheidungen gegen Dynamo Dresden sind insgesamt schwerwiegender (qualitativ hochwertiger im negativen Sinne), da sie zum Teil im torgefährlichen Raum gefällt wurden und spielentscheidenden Charakter tragen können (Nichtanerkennung eines regulären Tores von Minge).". Insgesamt wurden den Schiedsrichtern 17 grobe Fehler nachgewiesen, 14 zu Gunsten des BFC. Als Konsequenz wurde der Schiedsrichter Manfred Roßner für die kommende Oberligasaison zunächst gesperrt. Sein Linienrichter Klaus Scheurell wurde für den nächsten Europacupeinsatz an der Linie nicht berücksichtigt. Bereits im Vorjahres-Finale 1983/84 war es bei gleicher Spielpaarung zu ähnlichen Spielverzerrungen gekommen, in deren Folge Schiedsrichter Wolfgang Henning ebenfalls gesperrt worden war.

## Belege
1. ↑  Berliner Zeitung: Büttel an der Pfeife Berliner Zeitung vom 25. März 2005